# Episodi di E.R. - Medici in prima linea (quinta stagione)
La quinta stagione della serie televisiva E.R. - Medici in prima linea è andata in onda negli Stati Uniti sulla NBC dal 24 settembre 1998 al 20 maggio 1999.
In Italia la stagione è andata in onda su Rai 2 dal 6 marzo al 15 maggio 2000.
Kellie Martin entra nel cast regolare nel ruolo di Lucy Knight.
George Clooney, dopo aver ricoperto il ruolo di Doug Ross, esce di scena nel quindicesimo episodio.
| nº | Titolo originale               | Titolo italiano                | Prima TV USA      | Prima TV Italia |
| -- | ------------------------------ | ------------------------------ | ----------------- | --------------- |
| 1  | Day for Knight                 | La prima volta                 | 24 settembre 1998 | 6 marzo 2000    |
| 2  | Split Second                   | Frazione di secondo            | 1º ottobre 1998   | 6 marzo 2000    |
| 3  | They Treat Horses, Don't They? | Qui si curano anche i cavalli? | 8 ottobre 1998    | 13 marzo 2000   |
| 4  | Vanishing Act                  | Sorprese                       | 15 ottobre 1998   | 13 marzo 2000   |
| 5  | Masquerade                     | In maschera                    | 29 ottobre 1998   | 20 marzo 2000   |
| 6  | Stuck on You                   | Inseparabili                   | 5 novembre 1998   | 20 marzo 2000   |
| 7  | Hazed and Confused             | Dose letale                    | 12 novembre 1998  | 27 marzo 2000   |
| 8  | The Good Fight                 | Corinna                        | 19 novembre 1998  | 27 marzo 2000   |
| 9  | Good Luck, Ruth Johnson        | Benvenuta Ruth                 | 10 dicembre 1998  | 3 aprile 2000   |
| 10 | The Miracle Worker             | Lo strumento divino            | 17 dicembre 1998  | 3 aprile 2000   |
| 11 | Nobody Doesn't Like Amanda Lee | La mitomane                    | 7 gennaio 1999    | 10 aprile 2000  |
| 12 | Double Blind                   | Molestie sessuali              | 21 gennaio 1999   | 10 aprile 2000  |
| 13 | Choosing Joi                   | Scegliere Joi                  | 4 febbraio 1999   | 17 aprile 2000  |
| 14 | The Storm - Part One           | La tempesta                    | 11 febbraio 1999  | 17 aprile 2000  |
| 15 | The Storm - Part Two           | Nodi al pettine                | 18 febbraio 1999  | 24 aprile 2000  |
| 16 | Middle of Nowhere              | Un posto dimenticato da Dio    | 25 febbraio 1999  | 24 aprile 2000  |
| 17 | Sticks and Stones              | Scambio di persona             | 25 marzo 1999     | 1º maggio 2000  |
| 18 | Point of Origin                | Radici                         | 29 aprile 1999    | 1º maggio 2000  |
| 19 | Rites of Spring                | Nuove amicizie                 | 29 aprile 1999    | 8 maggio 2000   |
| 20 | Power                          | Black Out                      | 6 maggio 1999     | 8 maggio 2000   |
| 21 | Responsible Parties            | Agenti federali                | 13 maggio 1999    | 15 maggio 2000  |
| 22 | Getting to Know You            | Imparare a conoscersi          | 20 maggio 1999    | 15 maggio 2000  |

## La prima volta
- Titolo originale: Day for Knight
- Diretto da: Christopher Chulack
- Scritto da: Lydia Woodward

### Trama
Al Policlinico arriva una nuova studentessa al terzo anno, Lucy Knight. Già al suo primo giorno si dimostra competente e preparata. Sarà affidata al dottor John Carter. Doug deve essere supervisionato da Kerry come conseguenza della sua decisione di avere sottoposto un bambino di sette mesi a disintossicazione rapida senza il consenso della madre. La dottoressa Del Amico ha lasciato il pronto soccorso per trasferirsi a Filadelfia. Al dottor Greene viene proposto di diventare coordinatore dei paramedici.
- Altri interpreti: Yvonne Zima, Abraham Benrubi, Ellen Crawford, Jorja Fox, Julie Bowen, Vince Vieluf, Denise Dowse, Ken Kercheval, Chris Conner, Maricela Ochoa, Barbara K. Whinnery

## Dose letale
- Titolo originale: Hazed and Confused
- Diretto da: Jonathan Kaplan
- Scritto da: David Mills (soggetto); David Mills e Carol Flint (sceneggiatura)

### Trama
Kerry e Carter diventano coinquilini. Elizabeth, dopo un turno di 36 ore, somministra una dose letale di magnesio a un paziente, provocando problemi a Benton, che in quel momento avrebbe dovuto supervisionarla in quanto sua tirocinante. Carter fa completare la valutazione di Lucy alla studentessa stessa, costringendo Greene a rimproverare entrambi. Jeanie e Doug trattano il figlio di una donna la quale sembra dipendere dalla figlia di sei anni. La gestione dell'ospedale viene affidata ad Amanda Lee.

## Corinna
- Titolo originale: The Good Fight
- Diretto da: Cristopher Chulack
- Scritto da: Jack Orman (soggetto); Joe Sachs (sceneggiatura)

### Trama
Al pronto soccorso del Country General Hospital arriva una bambina, Corinna, insieme al padre vittime di un incidente stradale. La bambina presenta una lesione alla milza, ha bisogno di una trasfusione di sangue e di un intervento chirurgico. I medici scoprono che il gruppo sanguigno di Corinna è un gruppo raro e in ospedale non è disponibile sangue di quel gruppo specifico, l'unico che potrebbe donarlo è il padre. Il padre, intanto, approfittando di una distrazione di Lucy, che si apprestava a medicarlo, fugge dal pronto soccorso. La studentessa di Carter scopre che il padre di Corinna aveva fornito un nome falso, in realtà egli è il signor Nelson, è un allibratore e alcune settimane prima aveva sottratto Corinna alla custodia della madre. Tutti i medici del pronto soccorso si impegnano al fine di trovare sangue per Corinna.
Carter, rinunciando a una gita in barca con l'amata Roxane, si mette sulle tracce del signor Nelson e nei pressi di un Hotel incontra la sua studentessa che aveva avuto la stessa idea. I due continuano insieme la ricerca e colgono l'occasione per appianare le proprie divergenze e dichiararsi stima reciproca. Al pronto soccorso, intanto, Kerry Weaver è riuscita a trovare due sacche congelate del sangue di Corinna, Benton si prepara a eseguire l'intervento, però, nello scongelare il sangue i medici scoprono che le sacche presentavano dei fori e il sangue potrebbe essere stato esposto a batteri. Il dottor Benton e il dottor Anspaugh decidono di adottare una misura estrema; operare senza sangue. Durante l'intervento Corinna va in tachicardia ventricolare, i chirurghi riescono a riprenderla, ma senza trasfusione di sangue la bambina morirà.
Lucy e Carter intanto riescono a scoprire l'indirizzo del signor Nelson e giunti a casa di quest'ultimo ascoltando la segreteria telefonica riescono a rintracciarlo. I tre arrivano in ospedale ma qui scoprono che la trasfusione forse non basterà a salvare la piccola Corinna che è entrata in coma.
Lucy e Carter si ritrovano a parlare della vicenda, Lucy sconsolata prende atto del fatto che non sono riusciti a salvare la bambina, Carter le fa notare che sono riusciti soltanto ad aumentare le speranze; questo però non è abbastanza per Lucy che non si accontenta. Carter, allora, spiega alla sua tirocinante che quando un medico fa tutto il possibile per salvare un paziente, ma non ci riesce, deve accontentarsi di averci almeno provato e le fa osservare come lei ci abbia stra-provato.